# Sverri Sandberg Nielsen
Sverri Sandberg Nielsen (1993 i Tórshavn, opvokset i Miðvágur, Færøerne) er en færøsk roer, som tidligere har roet både havroning (færøsk kaproning) og indendørs roning på Færøerne, men som siden 2011 har boet i Bagsværd i Danmark, hvor han har trænet i singlesculler og repræsenterer Danmark ved internationale konkurrencer. I 2019 vandt han sølv ved VM og kvalificerede sig til de olympiske sommerlege 2020, som blev udskudt til 2021. I oktober 2020 vandt han europamesterskabet i single sculler for første gang. Året efter vandt han sølv ved EM.
I 2013 kom han på Danmarks U23 EM-landshold og i 2014 kom han på seniorlandsholdet. Ved DM i ergometerroning 2015 satte han ny dansk rekord i 2000 meter tungvægt i åben kategori med tiden 5:53.2. Året efter forbedrede han rekorden med tiden 5:51.6, og i 2017 forbedrede han endnu engang sin egen danske rekord i 2000 meter ergometerroning, denne gang med tiden 5:49.20. Ved VM for U23 mænd blev han nummer fire i enkelt sculler, tungvægt. Det gav ham også adgang til at deltage ved VM for voksne, og håbet var at opnå en OL plads, men han opnåede kun at komme i semifinalen og ikke i selve finalen, som er et krav for OL-udtagelse. En anden færing som tidligere har roet for det danske landshold er Katrin Olsen, som deltog ved OL i 2008, og blev den første færing nogensinde, som deltog ved OL.

## Karriere
Sverri startede sin karriere inden roning med kaproning på Færøerne, hvor han roede med færøbådene Fríggjarin i 2010 og Miðvingur i 2011, begge både hører til roklubben fra hans hjembygd, Miðvágur, roklubben kaldes Miðvágs Róðrarfelag. På Færøerne holdes hver sommer syv stævner med kaproning, som foregår i fjorde og sund rundt omkring på øerne, på skiftende steder, dog starter det altid i Klaksvík ved Norðoyastevna og slutter altid med finalen i Tórshavn til Ólavsøka den 28. juli. Før i tiden foregik træningen til færøsk kaproning hovedsagelig i bådene ude på fjorden samt anden træning på land, men før brugte man ikke det at træne i indendørs i romaskiner på Færøerne, med de seneste år er flere og flere begyndt at tage romaskinerne i brug og træne hele året. Færinger begyndte også at deltage til verdensmesterskabet i indendørs roning i Boston i USA. Sverri deltog i Boston i 2011 og blev verdensmester i sin aldersklasse, som var drenge U19. Han vandt med tiden 6:04.8. Ugen efter vandt han også det uofficielle færømesterskab i indendørs roning i den åbne gruppe for voksne mænd og i tungvægt. Han vandt med tiden  6:07.7. Efter de gode resultater fik Sverri tilbud om at komme til Danmark for at ro i scullere, og det valgte han at gøre, så han flyttede til Danmark, hvor han fortsatte den gymnasieuddannelse, som han var startet på hjemme på Færøerne. Han blev en del af Danske Studenters Roklub.
I 2012 blev Sverri udtaget til det danske EM-landshold.
I januar 2013 klarede Sverri at ro 2000 meter i indendørsroning på under seks minutter, hvilket var den hurtigste tid, som nogen færing havde roet indtil da, men tiden kunne ikke registreres som færøsk rekord, eftersom rekorder skal være sat under en konkurrence. Ved DM i ergometerroning i 2014 og 2015 satte han dog officielle danske rekorder på 2000 meter distancen i indendørsroning.
Sommeren 2013 blev Sverri udtaget til Danmarks U23 landshold. Han ror for DSR (Danske Studenters Roklub).
I februar 2014 blev han udtaget til Danmarks seniorlandshold, hvor han først skulle ro kap i tungvægtsdobbeltsculler og skulle deltage ved World Cup i Sidney 28. til 30. marts 2014. In.fo interviewede ham lige efter udtagelsen, og da sagde han, at hans mål var at vinde OL-guld. Kringvarp Føroya lavede et indslag til en sportsudsendelse, som handlede om hvordan Sverri boede og trænede i Danmark, hvad han ellers lavede, og om hvilke mål han havde sat sig for. Indslaget blev vist på færøsk TV i september 2014, og der sagde han blandt andet, at han havde sat sig som mål at vinde de konkurrencer, som han deltog i, og han ville være verdensmester og måske vinde et par OL-medaljer. Han bor nu i Bagsværd og træner roning 2-4 timer daglig på Furesøen tæt på hvor han bor. Han startede med at studere til ingeniør på DTU i 2014. Han sagde til Kringvarpið, at singlesculleren er hans foretrukne bådtype, og at den var den mest prestigefyldte af bådtyperne. Lige siden han var flyttet til Danmark i 2011, havde han haft et ønske om at ro i singlesculler. Sverri sagde også, at hans træner vurderede, at han egnede sig bedst til singlesculleren, eftersom han var bedre til at ro alene end sammen med andre. Sverri sagde, at han var bedre til at se sine fejl, og at han udviklede sig mere, når han roede alene.

## Resultater

### Ungdom
Nielsen viste sig første gang internationalt, da han ved VM 2011 i indendørsroning vandt guld i kategorien Junior Mænd tungvægt med tiden 6.04,8. Ved VM i indendørsroning 
året efter blev han nummer ti i kategorien Open Men med tiden 6.03,8.
Sverri Nielsen blev nummer to i testregattaen i Bagsværd i mændenes singlesculler, tungvægt.
Ved VM 2013 stillede han op i dobbeltsculler sammen med Tøger Berg Rasmussen. Duoen kom ikke i A-finalen, men vandt B-finalen og blev derved nummer syv i verden for U/23 mænd.

#### 2014
30. marts 2014 stille Sverri Nielsen op sammen med Sophus Johannesen ved World Cup i Sidney i dobbeltsculler. Parret nåede her A-finalen, hvor de blev nummer seks.
Han blev udtaget til Danmarks seniorlandshold, som skulle deltage ved VM i Amsterdam  24. til 31. august. Han roede her singlesculler og blev nummer fem i kvartfinalen med tiden 7.24,39, hvilket ikke rakte til deltagelse i semifinalen. Han deltog i C-finalen, hvor han med tiden 7.11,41 endte på en samlet syttendeplads.

#### 2015
Sverri Nielsen satte ny dansk rekord i ergometerroning ved DM 1. februar 2015 og vandt dermed guld. Hans tid var 5.53,2, hvilket var bedre end sportschef Lars Christensens rekord på 5.55,5 fra 1996.
Han deltog for Danmark i EM i roning i Poznan i Polen i maj 2015. Her blev han nummer to i B-finalen med tiden 6.56,190 og dermed nummer otte sammenlagt.
I slutningen af juli 2015 deltog han i U/23-VM i roning Bulgarien. Han deltog i singlesculler og roede sig i A-finalen. Her lå han blandt de forreste både i starten, men endte på en fjerdeplads med tiden 6.56,39.

### Senior

#### 2016
Ved DM i ergometerroning i slutningen af januar 2016 forbedrede Sverri Nielsen sin danske rekord fra året forinden, da han vandt i tiden 5.51,6.
Ved EM i roning i maj 2016 stillede han op i singlesculler og blev nummer seks med tiden 9.26,770 minutter.
Han deltog senere på måneden ved OL-udtagelsesstævnet i Luzern, Schweiz, hvor han vandt det indledende heat og semifinalen, men blev nummer fire ved selve finalen med tiden 6.50,470, hvilket var mindre end et sekund fra tredjepladsen (de tre første opnåede OL-kvalifikation). Reglerne sagde desuden, at et land kun kunne have én båd af enten den tunge singlesculler eller letvægtsdobbeltsculler med. Dobbeltsculleren med Mads Rasmussen og Rasmus Quist opnåede heller ikke OL-kvalifikation, de blev nummer tre, hvor kun de to forreste både opnåede OL-kvalifikation. Da Belgien vandt begge disse konkurrencer, blev Belgiens olympiske komite tvunget til at fravælge den ene båd. Den 30. maj 2016 blev det officielt, at de valgte at satse på deres tunge singlesculler, hvorved Danmark fik OL-pladsen i letvægtsdobbeltsculler med Rasmussen og Quist, mens Sverri Nielsen blev sorteper.

#### 2017
Ligesom i 2015 og 2016 satte Sverri Nielsen ny dansk rekord, da han deltog i DM i ergometerroning og vandt danmarksmesterskabet. Den nye danske rekord lød derpå på 5.49,20. Men få uger senere forbedrede han rekorden endnu engang, da han ved EM i ergometerroning i Paris 4. februar 2017 vandt guld i 2000 meter i tiden 5.47,9 minutter. De færøske roere vandt ved stævnet i alt ni medaljer.
Ved EM i roning 2017 blev Nielsen nummer tre i B-finalen med tiden 6.55,900 og dermed samlet nummer ni.
Ved World Cup-stævnet i Luzern lykkedes det Sverri Nielsen at komme i A-finalen, hvor han endte på en femteplads i tiden 7.00,330.
Senere på året deltog han i VM i roning i Florida. Han kom videre fra indledende heat med bedste tid (7.04,480), og han avancerede fra kvartfinalerne med tredjebedste tid, 6.48,230. I semifinalen blev han nummer fire i sit heat og kom derfor ikke videre til A-finalen. I B-finalen blev han sidst og dermed samlet nummer tolv.

#### 2018
I 2018 blev han henholdsvis nummer fire, fem og syv i de tre første World Cup-stævner.
Ved VM vandt han først sit indledende heat, blev derpå nummer to i kvartfinalen samt nummer fire i semifinalen. Dette sendte ham i B-finalen, som han vandt klart.

#### 2019
Ved EM i indendørs roning vandt Sverri Nielsen guld med tiden 5.47,2 og satte samtidig ny dansk rekord, da han forbedrede sin tidligere rekord med 0,7 sekund.
Ved EM 2019 blev han nummer fire, og han vandt sæsonens andet og tredje World Cup-stævne.
Ved VM i roning 2019 i Ottenheim, Østrig, vandt han sin første medalje ved verdensmesterskabet i roning, da han blev nummer to efter tyskeren Oliver Zeidler og foran nordmanden Kjetil Borch. Medaljen var historisk, da det var den første gang, at en roer, der stillede op for Danmark, vandt en medalje i disciplinen singlesculler for mænd.

#### 2020
Ved EM i roning 2020 i Poznan, Polen, vandt Sverri Nielsen sin første EM-medalje, da han vandt guld foran polakken Natan Węgrzycki-Szymczyk og nordmanden Kjetil Borch; forspringet til polakken var på mere end et sekund.
På baggrund af sin EM-guld og sølvet ved VM året forinden blev Sverri Nielsen i december udtaget til det udskudte OL i 2021 i Tokyo.

#### 2021
Ved EM i 2021 vandt han sit indledende heat og blev derpå nummer to i semifinalen. I finalen kunne han ikke helt matche tyskeren Oliver Zeidler, men var klart bedre end de øvrige finalister og vandt dermed sølv.
Ved OL i Tokyo var Nielsen på forhånd regnet blandt favoritterne, og han begyndte med at vinde sit indledende heat sikkert, hvorpå han lige så sikkert vandt sin kvartfinale. I semifinalen måtte han se sig besejret af grækeren Stefanos Ntouskos, men han var sikkert med i finalen. Her kom norske Kjetil Borch bedst fra start, tæt forfulgt af Nielsen. Men snart skød Ntouskos frem, og  han vandt i sikker stil, mens Borch blev toer. Mod slutningen skød kroaten Damir Martin frem, og der måtte målfoto til for at afgøre, om Nielsen eller Martin blev nummer tre. Det endte med, at Damir fik bronzemedaljen, mens Nielsen måtte nøjes med fjerdepladsen.
Efter OL besluttede Sverri Nielsen sig for at holde mindst et års pause, fordi han var plaget af skader og desuden havde svært ved at holde motivationen.

#### 2023
Den ottende september blev Sverri Nielsen nummer to i sin semifinale i singlesculler ved VM i Beograd, og det var nok til at sikre både en finaleplads og OL-kvalifikationen.

#### Sommer-OL 2024
Nielsen vandt det sjette indledende heat for herrernes single sculler og gik videre til kvartfinalerne.

## Hæder
- 2019 - Årets sportsperson (Færøerne)[45]

## Eksterne links
- Sverri Sandberg Nielsen hos Team Danmark Arkiveret 4. marts 2016 hos  Wayback Machine